# Martin Povejšil

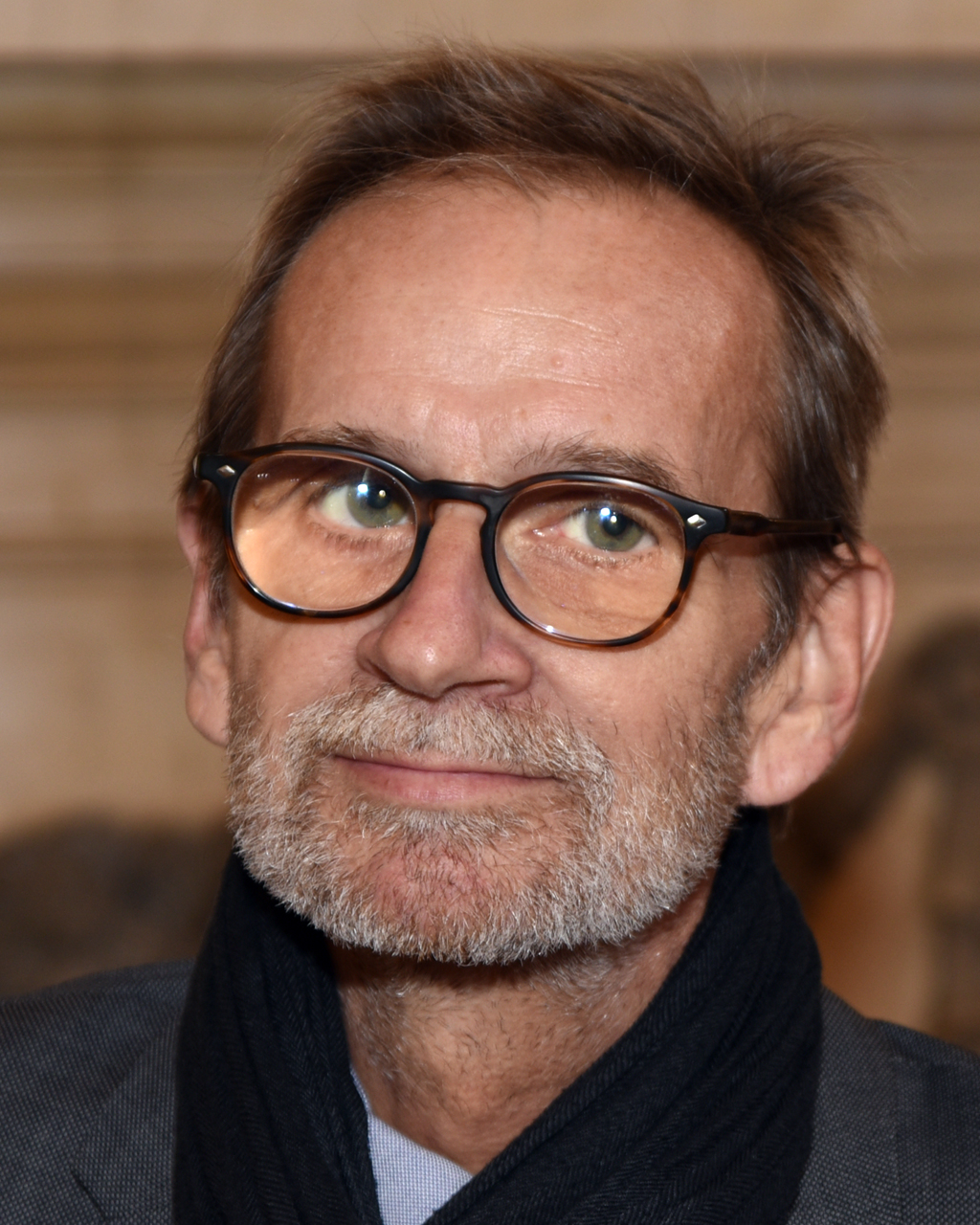
Martin Povejšil (2022)

Martin Povejšil (* 13. Januar 1961 in Prag; † 7. August 2023) war ein tschechischer Diplomat, der unter anderem zwischen 2009 und 2012 Ständiger Vertreter Tschechiens bei der NATO sowie zuletzt von 2018 bis 2022 Generaldirektor der Abteilung für Sicherheit und multilaterale Fragen im Außenministerium war.

## Leben
Martin Povejšil begann nach dem Schulbesuch 1981 ein Studium im Fach Moderne Philologie an der Philosophischen Fakultät der Palacký-Universität Olmütz und arbeitete nach dessen Abschluss zwischen 1986 und 1990 als Dolmetscher und Übersetzer. 1990 trat er in das Außenministerium der Tschechoslowakei und war dort zunächst Mitarbeiter im Lateinamerika-Referat sowie im Anschluss von 1991 bis 1992 Leiter des Lateinamerika-Referats und zugleich in Personalunion Generaldirektor der Abteilung Asien, Afrika und Lateinamerika des Außenministeriums. Nach der Gründung von Tschechien wechselte er zum 1. Januar 1993 in das Außenministerium der neu entstandenen Republik und fungierte 1993 zunächst als Botschafter mit Sondermission zur Förderung der tschechischen Kandidatur für eine nichtständige Mitgliedschaft im Sicherheitsrat der Vereinten Nationen. Daraufhin war er von 1993 bis 1994 Generaldirektor der Abteilung Asien, Afrika und Lateinamerika sowie im Anschluss von 1994 bis zu seiner Ablösung durch Jiří Jiránek außerordentlicher und bevollmächtigter Botschafter Tschechiens in Chile.
Nach seiner Rückkehr übernahm er zwischen 1998 und 2000 den Posten als Generaldirektor der Europa-Abteilung und fungierte 2000 als Berater des Staatssekretärs des Außenministeriums und Chefunterhändlers für den Beitritt der Tschechischen Republik zur Europäischen Union. Als Nachfolger von Miloš Lexa wurde er 2000 Botschafter in Spanien und war als solcher bis zu seiner Ablösung durch Martin Košatka 2004 auch als Botschafter in Andorra akkreditiert. Anschließend fungierte er von 2004 bis 2005 abermals als Generaldirektor der Europa-Abteilung sowie daraufhin zwischen 2005 und 2009 als Politischer Direktor des Außenministeriums. Als Nachfolger von Štefan Füle wurde er am 24. August 2009 Ständiger Vertreter Tschechiens bei der NATO im Range eines Botschafters und verblieb auf diesem Posten bis zum 31. August 2012, woraufhin Jiří Šedivý seine Nachfolge antrat. Er selbst löste am 3. September 2012 Milena Vicenová als Ständiger Vertreter bei der Europäischen Union im Range eines Botschafters ab und verblieb in dieser bis September 2018 auch als Mitglied im Ausschuss der Ständigen Vertreter der Mitgliedstaaten, woraufhin Jakub Dürr ihn ablöste.
Zuletzt wurde Povejšil, der auch Deutsch, Englisch und Spanisch sprach, am 22. Oktober 2018 Generaldirektor der Abteilung für Sicherheit und multilaterale Fragen im Außenministerium und bekleidete dieses Amt bis zum 31. Dezember 2022. Er war verheiratet und Vater von vier Kindern.